# Phaonia flaticerca
Phaonia flaticerca este o specie de muște din genul Phaonia, familia Muscidae, descrisă de Deng și Feng în anul 1998. Conform Catalogue of Life specia Phaonia flaticerca nu are subspecii cunoscute.